# Узовські Пекляни
Узовські Пекляни (словац. Uzovské Pekľany) — село в Словаччині, Сабинівському окрузі Пряшівського краю. Розташоване в північно-східній частині Словаччини в Шариській височині в долині потока Мала Свинка.
Уперше згадується у 1337 році.
У селі є римо—католицький костел приблизно з 1615 року, в останній третині 18 століття перебудований.

## Населення
| Рік:            | 1994. | 2004.   | 2014.   | 2024.    |
| --------------- | ----- | ------- | ------- | -------- |
| Кількість осіб: | 371   | 375     | 406     | 480      |
| Різниця:        |       | +1,07 % | +8,26 % | +18,22 % |

| Рік:            | 2023. | 2024.   |
| --------------- | ----- | ------- |
| Кількість осіб: | 468   | 480     |
| Різниця:        |       | +2,56 % |

У селі проживає 405 осіб.
Національний склад населення (за даними останнього перепису населення — 2001 року):
- словаки — 80,89 %,
- цигани — 14,40 %,

Склад населення за приналежністю до релігії станом на 2001 рік:
- римо-католики — 93,72 %,
- греко-католики — 1,57 %,
- не вважають себе вірянами або не належать до жодної вищезгаданої конфесії- 4,71 %